# 5878 Чарлен
5878 Чарлен (5878 Charlene) — астероїд головного поясу, відкритий 14 лютого 1991 року.
Тіссеранів параметр щодо Юпітера — 3,563.